# Ограда Кижского погоста
Огра́да Ки́жского пого́ста — макет типичной ограды погостов Русского Севера XVIII века, созданный по проекту А. В. Ополовникова в 1959 году. Считается воссозданием оригинальной ограды Кижского погоста XVIII века. Входит в состав архитектурного комплекса объекта Всемирного культурного наследия ЮНЕСКО «Кижский погост». Объект культурного наследия федерального значения.

## Описание
Ограда общей длиной около 300 м окружает обе церкви Кижского погоста и колокольню. Представляет собой бревенчатый сруб в виде вертикальной стены с двускатной крышей, установленный на фундаменте из валунов. Сруб разделён на прясла при помощи треугольных ряжей. Брёвна, выходящие наружу, сопряжены «в лапу», а внутренние углы рублены «в обло». Кровля устроена на стропилах с продольными прогонами, установленных на ряжах. Для окрытия использован прямообрезный дороженный тёс. Верхний стык тёсовых досок закрыт шеломом.
В ограде имеются три входа: западный — главный, а также северный и восточный.
В западной линии ограды рядом с Покровской церковью располагается главный вход в погост. Состоит из двухстворчатых ворот с полуциркульным верхом и калитки, закреплённых на массивных столбах. По бокам от ворот расположены свечные лавки, представляющие собой прямоугольные в плане срубы-пятистенки, рубленые «в лапу» и стёсанные снаружи под брус (внутри стены не отёсаны). На главном фасаде каждой лавки имеется двухкосящатое окно. Окна закрываются откидывающимися вниз ставнями из досок на шпонках. Двускатная кровля над входом и свечными лавками общая, расположена выше кровли основной части ограды, имеет слеговую конструкцию, крыта тёсом с завершениями в виде пик и обрамлена причелинами из гладкоструганных досок с вырезанным полукружием на концах. С внешней стороны ограды перед свечными лавками имеется дощатый настил. Над ним навесают свесы кровли, которые поддерживаются выпусками верхних брёвен. Высота входной конструкции — 2,25 м. Длина — 14 м. В качестве прототипа для главных ворот использовались ворота Ильинского Водлозерского погоста в Пудожском районе.
Северный и восточный входы представляют собой калитки. Обе калитки обрамлены квадратными в плане ряжами ограды. На выпусках верхних брёвен стенок ряжей закреплены завершения калиток: у северной — в виде четырёхгранного шатра с крестом, окрытого гладкостроганным тёсом с городчатой порезкой на концах, и полицами из тёса с окончаниями в виде пик; у восточной — двускатная крыша, окрытая дороженным прямообрезным тёсом, с простыми причелинами с выкружкой на конце. Дверные полотна калиток выполнены в виде резных решёток. Калитки Кижского погоста повторяют входы в ограду Почозерского погоста в Архангельской области (ныне не существующие).
Кроме трёх входов в ограде имеется башенка. Она сооружена в конце самой длинной — западной — линии ограды, в её северо-западном углу и придаёт композиционный акцент всему сооружению. Её прототипом является башня в ограде Ошевенского погоста в Архангельской области. Представляет собой квадратный в плане ряж, рубленый в нижней части «в обло», в верхней — «в лапу», имеет повал. Башня завершена четырёхскатной стропильной крышей, окрытой «красным» тёсом и увенчанной резным шпилем.
Хотя в официальных каталогах существующая ограда числится восстановлением предшествующей, сам Ополовников считал:
Точно такой ограды вокруг Кижского погоста не было, но такого типа могла быть.

## История

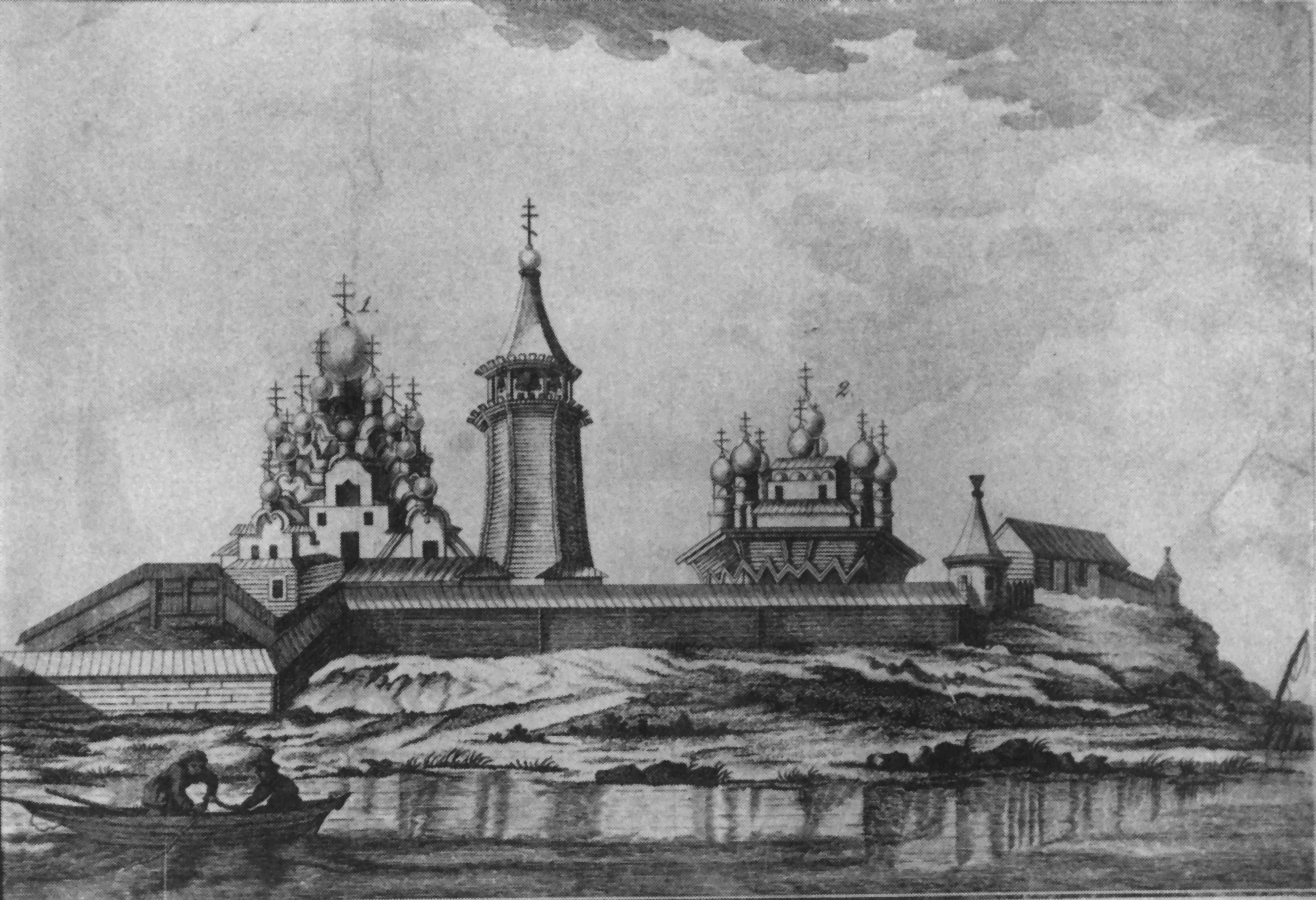
Р. Зотов, «Вид Кижинского погоста с западной стороны от пролива Онега озера» (1785)

Представление о первоначальной ограде погоста даёт гравюра Р. Зотова «Вид Кижинского погоста с западной стороны от пролива Онега озера», датируемая 1785 годом, созданная для иллюстрирования путешествия Николая Озерецковского по Онежскому озеру. Из документов XVIII века очевидно, что ограда была деревянной и была устроена без фундамента. Однако уже к началу XIX века деревянная ограда была заменена на каменную (из дикого булыжного камня) с кирпичными воротами и не имела деревянной надстройки.

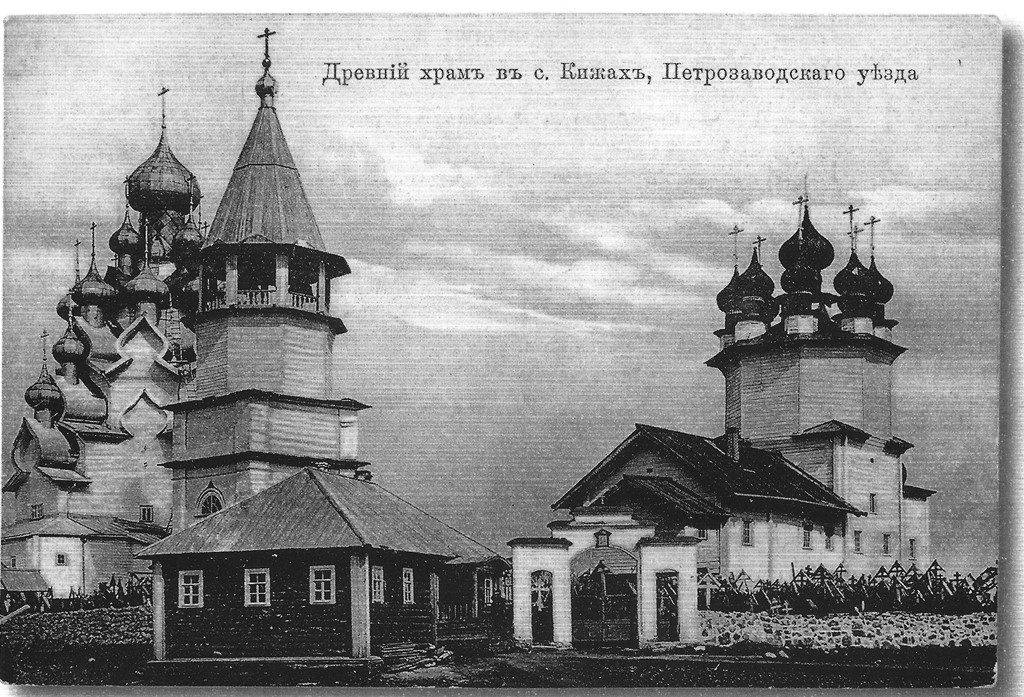
Дореволюционная открытка: на переднем плане сторожка для караула и арка кирпичной ограды главного входа

Про каменную ограду XIX века известно, что она была высотой 2⅛ аршина (примерно 1,5 м) и с четырёх сторон погоста в ней были устроены входы. Упоминается свечная лавка.
В 1901 году на пожертвование крестьянина Михаила Афанасьева из деревни Серёдка в церковную ограду были установлены новые железные двери. Также известно, что к началу XX века у ограды имелась сторожка для караула. В советское довоенное время сторожка ограды использовалась кижским сельпо под склад для хранения разных товаров.
К 1945 году ограда сохранилась весьма фрагментарно, остались металлические ворота и калитки. Когда территория погоста была объявлена заповедником, для сохранения Кижского архитектурного ансамбля пришлось обносить весь погост по контуру каменной ограды колючей проволокой.
В 1956 году состояние сторожки было признано аварийным, кирпичную арку входа в ограду с железной решеткой фабричного изготовления посчитали не имеющей архитектурно-художественной ценности. Возник вопрос о реконструкции ограды. Предлагалось снести сторожку и вход в ограду (XIX века), а на их место перенести ворота и часть ограды, вывезенные с Ильинского погоста, или создать их копию. Разработкой проекта реставрации занялся московский архитектор А. В. Ополовников.
В конце 1958 года было принято решение о восстановлении вокруг погоста деревянной рубленой ограды. В качестве аналога для воспроизведения Ополовниковым были выбраны ограды Ильинского Водлозерского погоста в Пудожском районе и Почозерского погоста в Архангельской области. Прообразом угловой башни была выбрана башня в ограде Ошевенского погоста.
Воплощением проекта Ополовникова занималась бригада заонежских плотников под руководством М. К. Мышева и в 1959 году возведение ограды вокруг погоста, кроме башни, было завершено.
В 1962 году предпринималась археологическая разведка для поиска первоначальной ограды погоста. Разведка не обнаружила следов древней деревянной ограды. Специалисты предполагают, что следы древней ограды закрыты современной каменной оградой.
В 1996 году ограда ансамбля Кижского погоста получила официальный статус памятника архитектуры местного значения. В 2016 году её статус охраны был изменён с местного на федеральный, о чём в 2017 году была сделана запись в ЕГРОКН.
На протяжении более чем 60-летней истории нынешней ограды она несколько раз ремонтировалась. В 1968 году выполнялся ремонт каменной кладки. В 1991 году выполнялась замена венцов и изготовление креста. В 2005 и 2008 проводился ремонт восточной калитки. Несколько раз ремонтировалась и реставрировалась кровля: в 1991, в 2003—2005 (северная и северо-западная стороны), в 2018, в 2021 годах. Проводились работы в свечных лавках: 1996 год — устройство новой двери, 2000 год — приспособление лавок под современные нужды, 2004—2005 года — ремонт кровли.

## Фундаменты Троицкого собора
В 1980 году в ходе очередной археологической разведки было обнаружено, что фрагмент существующей ограды погоста в его юго-восточной части расположен поверх фундамента, не имеющего отношения ни к современной, ни к древней ограде. В этом месте в ограде погоста имеется выступ, не объяснимый с точки зрения архитектуры стены, но повторяющий контур обнаруженного фундамента. Найденные остатки фундамента совпадают с типичной планировкой церкви, а выступ в ограде следует контуру апсиды алтарной части этой церкви. Л. И. Капустой, сотрудницей краеведческого музея, было выяснено, что этот фундамент соответствует планировавшемуся к постройке в конце XVIII века каменному Троицкому собору. Фундамент был заложен до 1786 года, а кирпичные стены были воздвигнуты до уровня окон. Однако осуществление этой постройки не было завершено. Таким образом, вопреки моде того времени на постройку каменных храмов на месте деревянных, Кижский архитектурный ансамбль сохранил художественный стиль эпохи деревянного зодчества. Музеефикация обнаруженного фундамента была сочтена нецелесообразной, поскольку для этого пришлось бы его вскрыть и нарушить существующий ландшафт погоста.

## Галерея

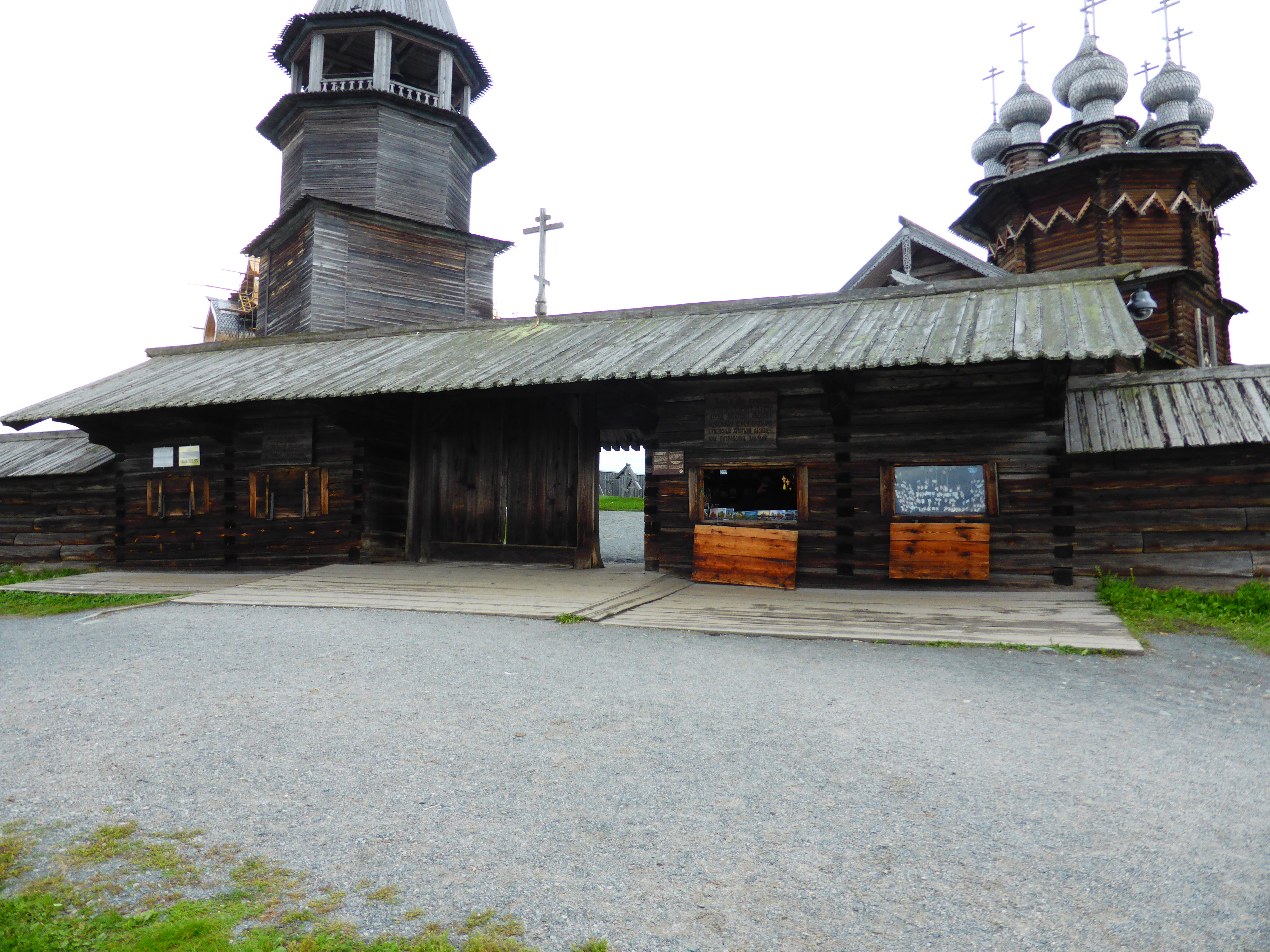
Входные ворота Кижского погоста (2017)
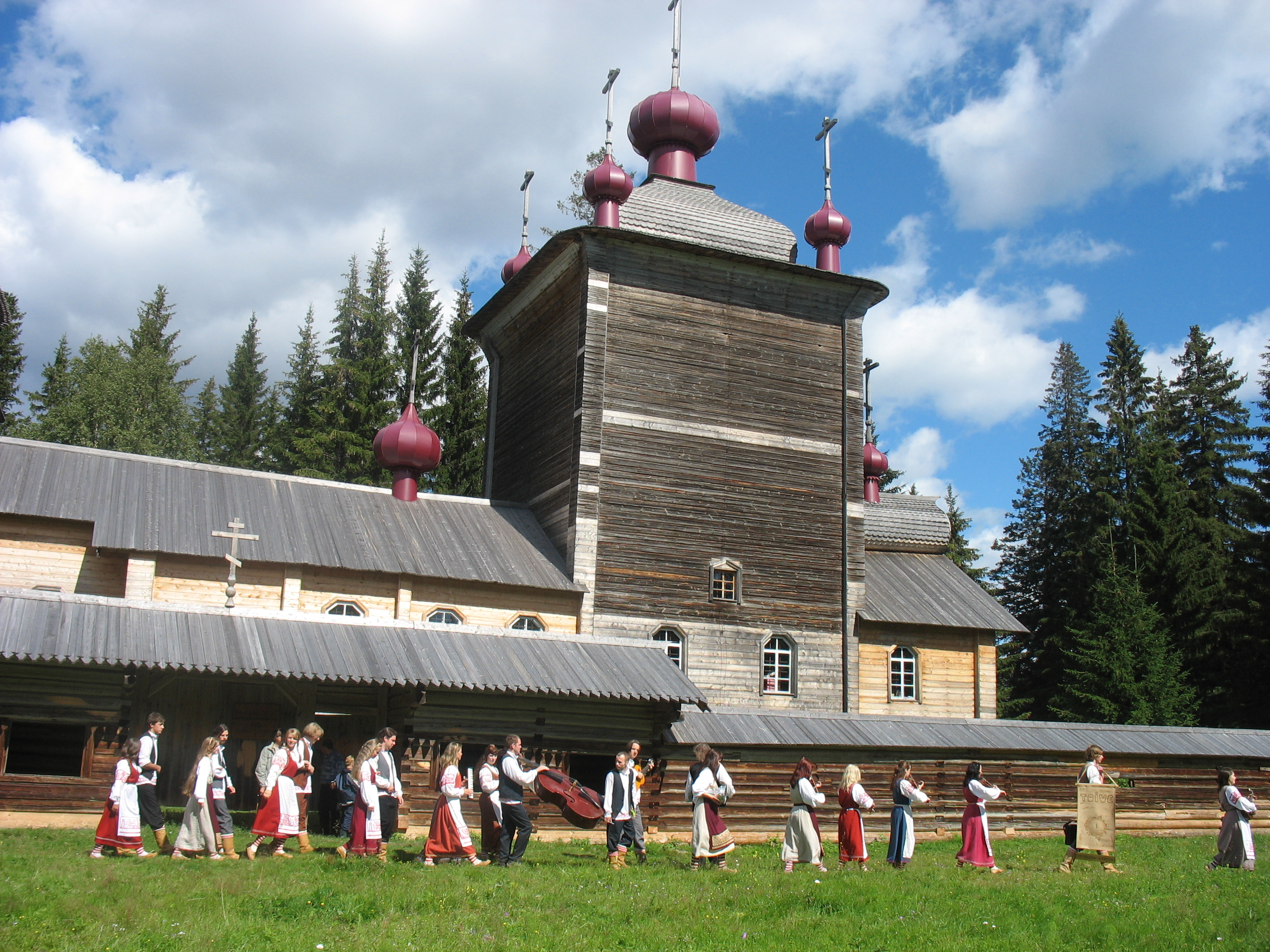
Входные ворота Ильинского Водлозерского погоста (2007)
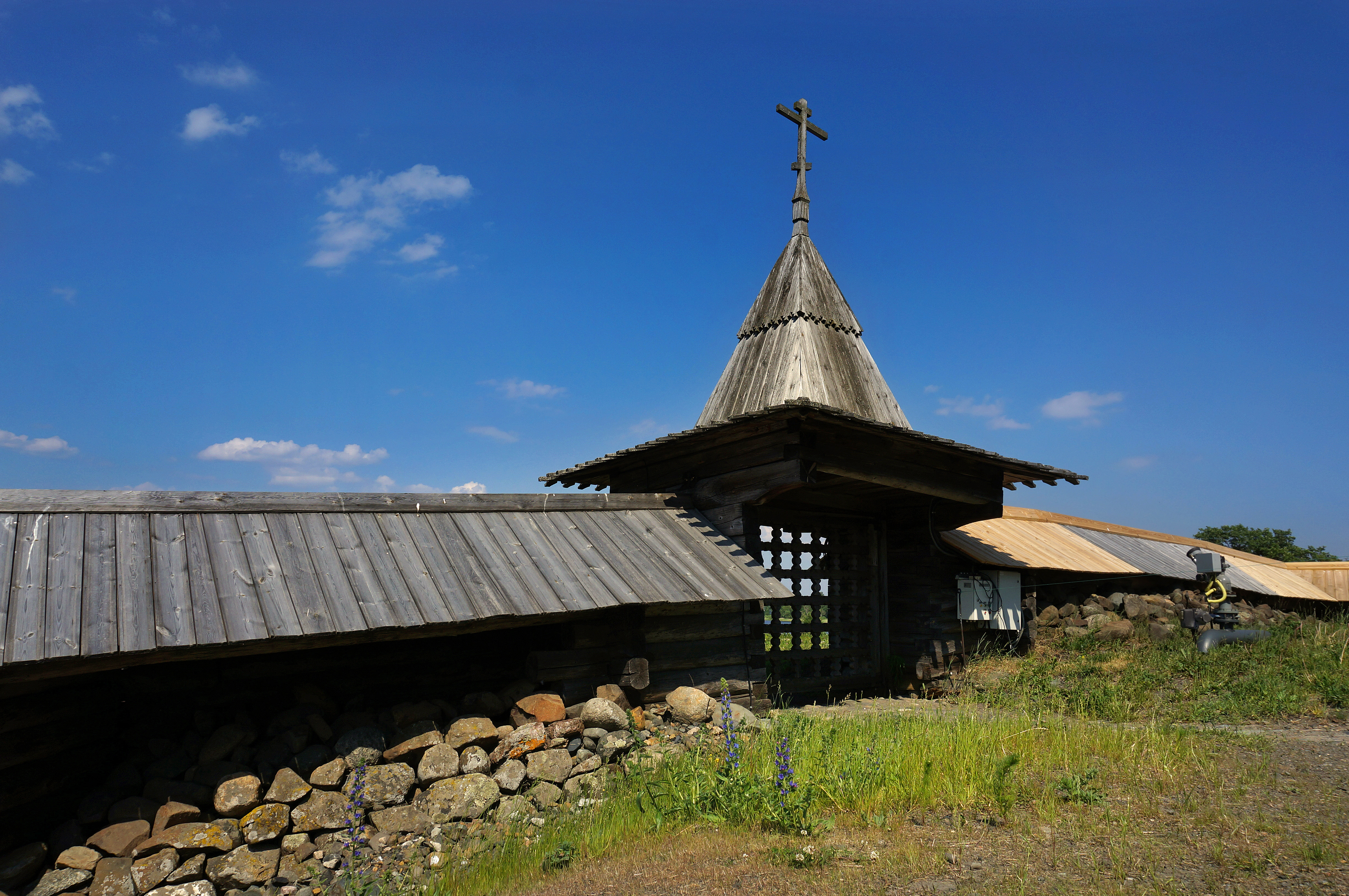
Северная калитка Кижского погоста (2021)
Калитка в ограде кладбища Почозерского погоста (1946)
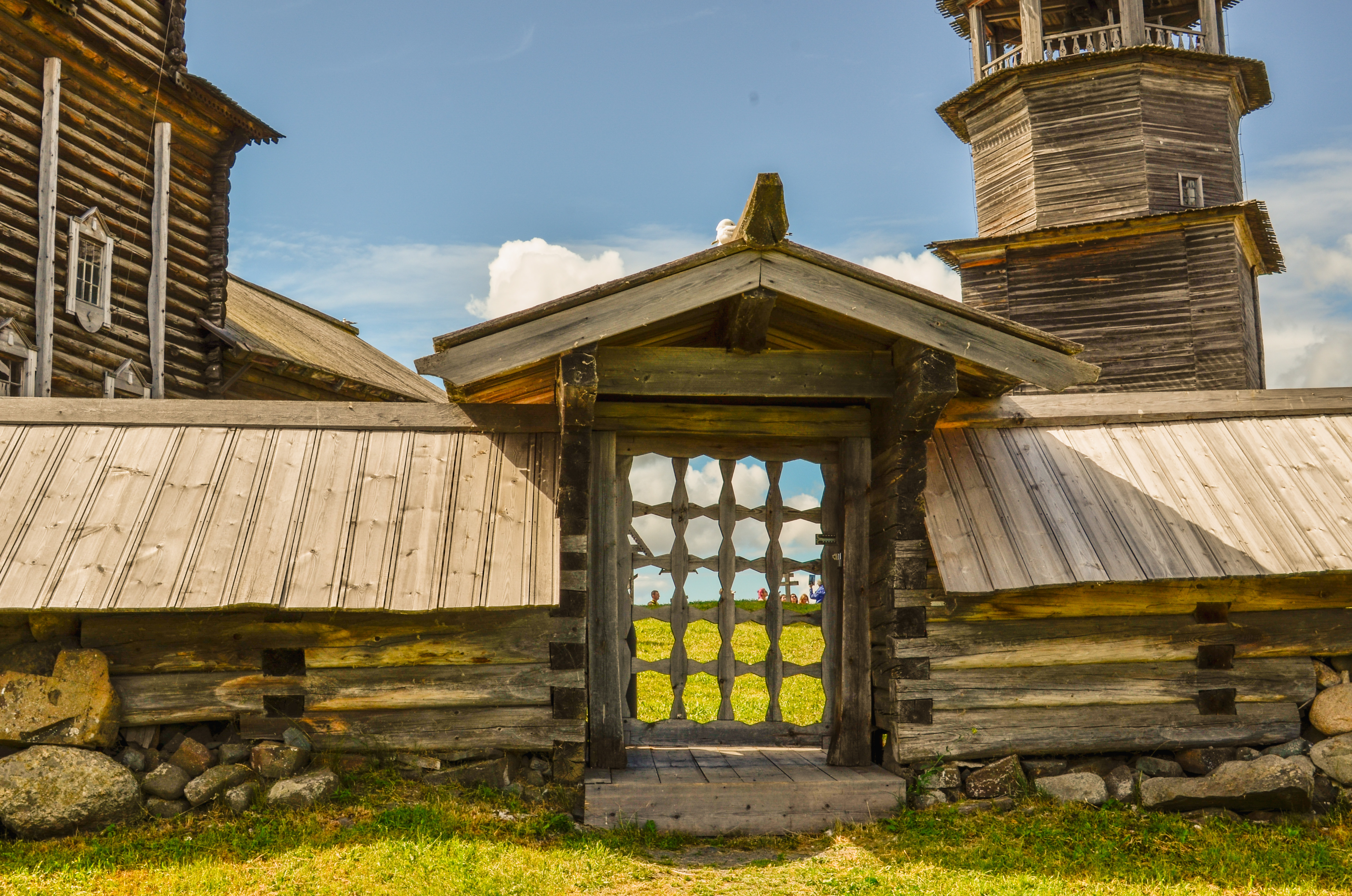
Восточная калитка Кижского погоста (2022)
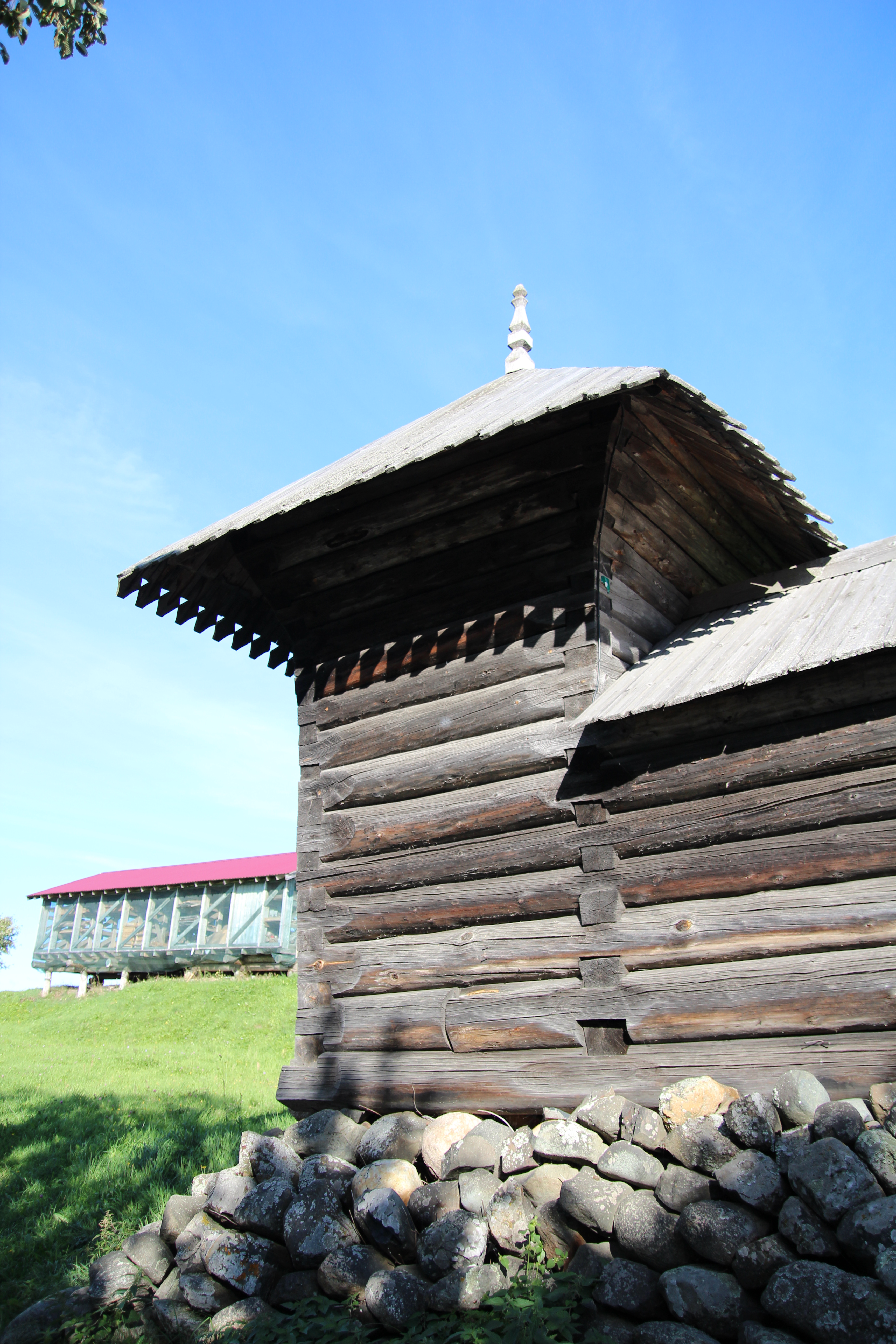
Башня в ограде Кижского погоста (2013)
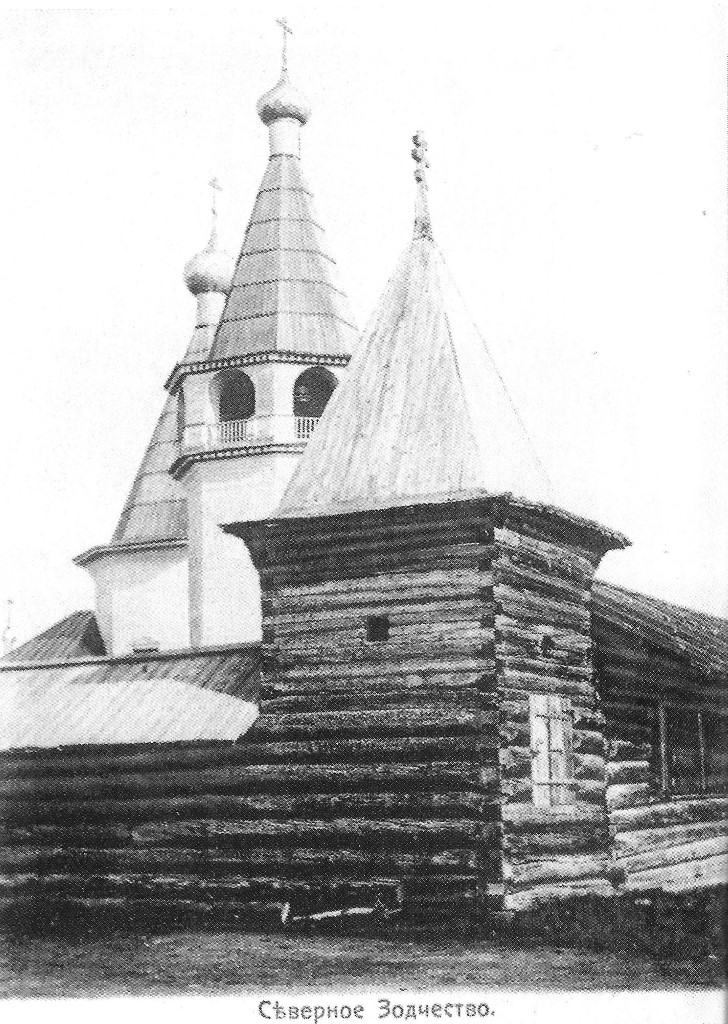
Башня в ограде Ошевенского погоста (начало XX века)
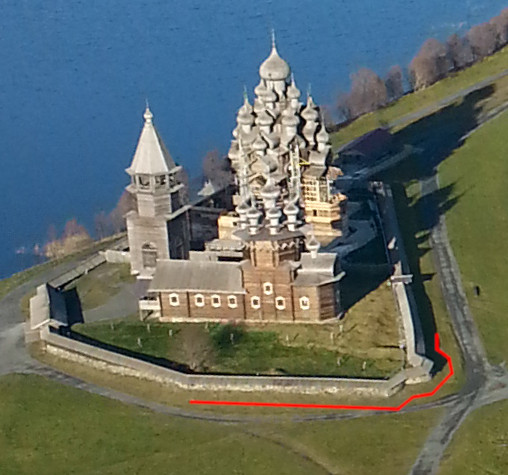
Красным цветом выделен фрагмент ограды Кижского погоста, расположенный поверх фундаментов Троицкого собора